# Jacques Mettra
Jacques Mettra (Villersexel, Alt Saona, França, 28 de març de 1918 – Pònt de Sòrga, Valclusa, França, 3 de desembre de 1997), fou un professor d'art i literatura francès. Desenvolupà la seva activitat professional, de forma principal, a l'organització Institut Français, de promoció exterior de la llengua i cultura franceses, depenent del Ministeri d'Afers Exteriors de la República Francesa, havent estat destinat als centres de Barcelona, el Líban (director de l'École Superieure des Lettres de Beyrouth) i Florència (director de l'Institut de 1969 a 1977).

## Activitat a Catalunya
Fou professor de l'Institut Francès de Barcelona des de l'any 1949 fins al final de la dècada dels anys 50. Hi assumí l'impuls del Cercle literari, un dels Cercles de l'Institut (com el Cercle Maillol) que, en aquells anys de repressió i censura extremes del primer període del franquisme i sota el lideratge del director Pierre Deffontaines, tingueren un paper rellevant de suport a la cultura i literatura catalanes. En els darrers anys de la seva etapa barcelonina fou director adjunt de l'Institut.
La seva col·laboració amb les minvades institucions o iniciatives culturals de l'època fou freqüent. Publicà un article («Franz Kafka. L'autor i la seva obra») a Aplec (1952) (revista cultural en català impulsada per Maria Dolors Orriols de la qual només se'n pogué publicar un número). També col·laborà amb la revista Inquietud (1955-1966) de Vic, i donà conferències a l'Institut d'Estudis Catalans; l'Institut del Teatre; el Centre de Lectura de Reus, i moltes altres institucions. En els seus cursos i conferències d'aquella etapa destaca la temàtica dedicada a l'existencialisme i als autors relacionats amb aquest moviment.